# مارکو اچوری
مارکو اچوری (انگلیسی: Marco Etcheverry؛ زادهٔ ۲۶ سپتامبر ۱۹۷۰) بازیکن فوتبال اهل بولیوی است که در پست مهاجم بازی می‌کند. اچوری از سال ۱۹۹۶ تا ۲۰۰۳ برای دی‌سی یونایتد در لیگ برتر فوتبال ایالات متحده آمریکا بازی کرد.
وی همچنین در تیم ملی فوتبال بولیوی بازی کرده‌است.